# Shireen Sungkar
Shireen Sungkar, née le 28 janvier 1992 à Jakarta, est une actrice indonésienne.

## Biographie
Shireen était d'ascendance Arabes et Minangkabau. Elle a commencé comme demi-finaliste du concours GADIS sampul en 2006. Aimant jouer depuis l'enfance, Shireen a été choisie pour son premier rôle tout en livrant sa tante au casting de SinemArt. Son premier rôle était un rôle de soutien dans un feuilleton Pas moi avec Baim Wong et Ririn Dwi Ariyanti. Son nom a commencé à être connu depuis qu'il a joué dans le feuilleton, Wulan avec Dhini Aminarti. Un autre mécène qui avait aussi été soutenu comme, Sirène et Femmes persécutées.
En dehors de SinemArt, Shireen a rejoint MD Entertainment et a immédiatement obtenu le rôle principal de Fitri dans Fitri amour 1 & 2.
En plus d'agir, Shireen a également des talents dans le domaine du chant. Avec sa sœur aînée, Zaskia Sungkar, elle a formé le duo vocal The Sisters. Le premier album des deux a reçu le titre Le voyage de l'amour est sorti le 25 juillet 2008.

## Vie personnelle
En signe de gratitude pour son succès dans la pièce en tant que Fitri, Shireen a célébré le culte Umrah pour célébrer Aïd el-Fitr 1428 H dans la terre sainte de La Mecque. Shireen est allée avec ses parents, Mark Sungkar et Fanny Bauty, ainsi que Zaskia, 21 ans, sa sœur, et Yusuf, 12 ans, son frère. Ils sont partis le 6 octobre et sont revenus à Jakarta le mardi 16 octobre 2007.
Elle a épousé Teuku Wisnu le 17 novembre 2013.